# 남아메리카유령박쥐속
남아메리카유령박쥐속(Diclidurus)은 대꼬리박쥐과에 속하는 박쥐 속의 하나로 4종으로 이루어져 있다. 모든 종이 남아메리카 열대 기후 지역에 서식하며, 북부유령박쥐(D. albus)는 멕시코와 중앙아메리카에서도 발견된다. 이 식충성 박쥐의 털은 대체로 흰색을 띠며, 부분적으로 연한 갈색을 보이는 이사벨라유령박쥐를 제외하고는 약간 회색빛을 띠기도 한다. 흰색을 띠는 박쥐는 온두라스흰박쥐가 유일하지만, 온두라스흰박쥐는 비엽이 비교적 커서 남아메리카유령박쥐류와 쉽게 구별된다.

## 하위 종
- 북부유령박쥐 (Diclidurus albus)
- 큰유령박쥐 (Diclidurus ingens)
- 이사벨라유령박쥐 (Diclidurus isabellus)
- 작은유령박쥐 (Diclidurus scutatus)